# Todar Mal

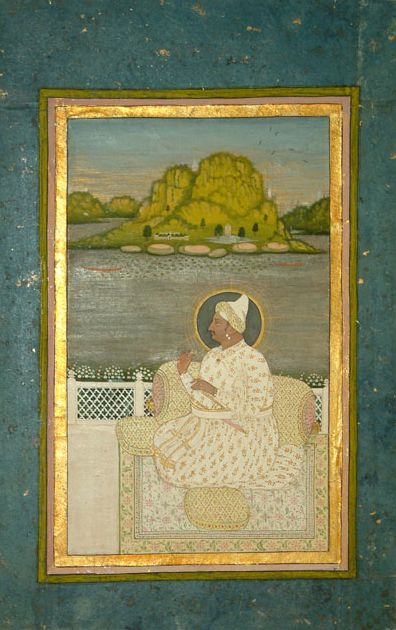
Todar Mal

Todar Mal (* in Laharpur, Avadh; † 1586 in Lahaur) war Finanzminister des Mogulherrschers Akbar.

## Leben
Todar Mal war ein Raja und Hindu. Als Finanzminister Akbars organisierte er die Finanzverwaltung neu. Er änderte die in ihr verwendete Behördensprache von Hindi in Persisch. Nachdem Akbars Truppen Bengalen erobert hatten, setzte Akbar dort Todar Mal als seinen Statthalter ein. Für Akbar stellte Todar Mal ein Werk über Hindubräuche zusammen. Ebenso schrieb er über die kulturelle und literarische Bedeutung des Sanskrit.